# Comté de Bar-sur-Aube
Cet article concerne Bar-sur-Aube dans l'Aube. Pour les comtes de Bar-sur-Seine dans l'Aube, voir Liste des comtes de Bar-sur-Seine. Pour les comtes de Bar-le-Duc dans la Meuse, voir Liste des comtes puis ducs de Bar.
IXe siècle – XIe siècle
Entités précédentes :
- Pagus Barrensis

Entités suivantes :
- Comté de Champagne

Le comté de Bar-sur-Aube (latin : Comitatus Barrensis) est un ancien territoire féodal du comté de Champagne dans le royaume de France et centré autour de la ville de Bar-sur-Aube.

## Origines
Le comté de Bar-sur-Aube est issu de l'ancien pagus Barrensis, également appelé Barrois, compris dans la civitas Lingonum dans la Bourgogne franque. Le comté est mentionné dès le IXe siècle et est placé sous la suzeraineté de l'évêque de Langres, alors qu'un château est mentionné dès l'an 829,.
Du point de vue ecclésiastique, Bar-sur-Aube devient le chef-lieu d'un doyenné , ainsi que d'un archidiaconé qui comprend également le doyenné de Chaumont, qui correspond vraisemblablement au comté de Bolenois.

## Liste des comtes

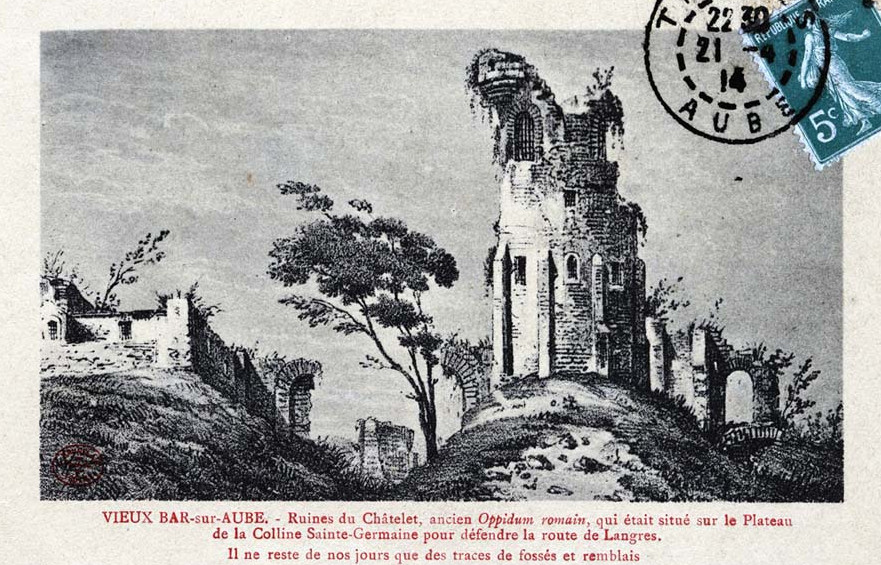
Vestiges du vieux château de Bar-sur-Aube sur la colline Sainte-Germaine.

### Première famille
Selon la légende, le premier membre connu de cette famille est Achard, supposé d'origine normande et qui fonde la ville de Laferté-sur-Aube dans le courant du xe siècle. De sa femme, au prénom légendaire d'Achardia, il a comme enfant Nocher, premier comte de Bar-sur-Aube. De façon plus vraisemblable, Achard serait l'époux d'Adélaïde de la famille comtale de Soissons, sœur de Guy, comte de Soissons  :
- Nocher Ier de Laferté-sur-Aube ou Nocher Ier de Bar-sur-Aube[4], premier comte de Bar-sur-Aube connu. Il est le frère[5] de l'évêque Foulques de Soissons et de Béraud, archidiacre de Langres. Il a au moins deux enfants :
  - Nocher II de Bar-sur-Aube, qui suit ;
  - Guy de Bar-sur-Aube, clerc, cité dans une charte non datée comme un des deux fils de Nocher Ier.
- Nocher II de Bar-sur-Aube, comte de Bar-sur-Aube après son père. Il se signale par diverses libéralités religieuses envers l'abbaye de Saint-Claude, dont dépendant le prieuré Sainte-Germaine de Bar-sur Aube, ou celle de Flavigny. Le nom de son épouse est inconnu, mais il a au moins deux enfants[6] :
  - Adélaïde de Bar-sur-Aube, ou Aélis de Bar-sur-Aube, qui suit ;
  - Isabelle de Bar-sur-Aube, dame de Laferté-sur-Aube, qui épouse Gautier de Clamecy, dont elle a au moins un enfant :
    - Raoul de Clamecy, mort jeune homme sans union ni descendance, assassiné par strangulation à Laferté-sur-Aube, qui revient par la suite à sa tante Adélaïde.
- Adèle de Bar-sur-Aube, ou Adélaïde de Bar-sur-Aube, ou Aélis de Bar-sur-Aube, née entre 1020 et 1025 et morte en 1053, comtesse de Bar-sur-Aube après son père. Elle épouse en premières noces en 1040 Renaud de Semur-en-Brionnais qui décède peu de temps après et dont elle n'a pas d'enfant. Veuve, elle épouse en secondes noces avant 1042 Renard Ier, comte de Joigny, dont elle n'a pas d'enfant et dont elle se sépare. Elle épouse ensuite en troisièmes noces avant 1043 Roger de Vignory, seigneur de Vignory, dont elle n'a pas d'enfant et dont elle se sépare. Enfin, elle épouse en quatrièmes noces Raoul IV de Vexin, comte de Valois, de Vexin et d'Amiens, dont elle a cinq enfants[7] :
  - Gautier de Valois, qui suit ;
  - Simon de Valois, qui suit après son frère ;
  - Adélaïde de Valois, qui épouse Herbert IV, comte de Vermandois, d'où postérité ;
  - Adèle de Valois (ou Alix), qui suit après ses frères ;
  - Élisabeth de Valois, qui épouse Barthélemy de Broyes, seigneur de Broyes, d'où postérité.

### Famille de Valois

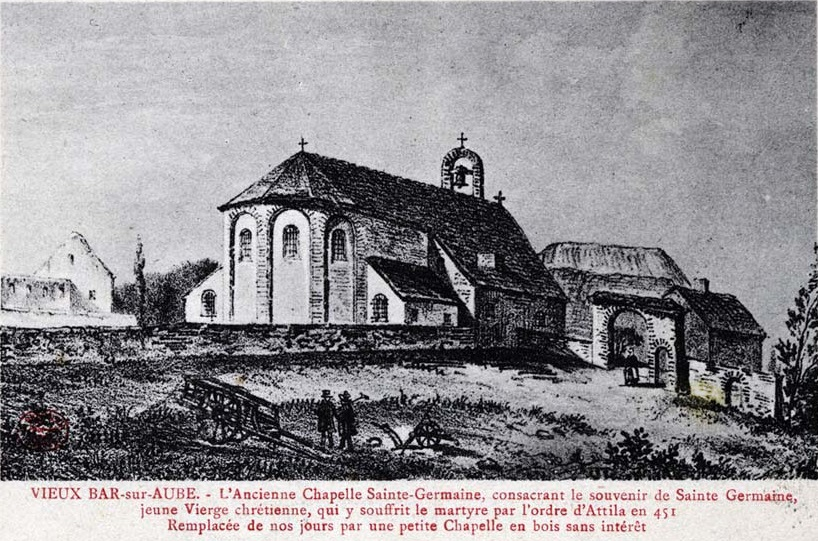
Chapelle Sainte-Germaine à Bar-sur-Aube, aujourd'hui disparue.

- Gautier de Valois, comte de Bar-sur-Aube après sa mère. Il meurt à la guerre entre 1065 et 1067, du vivant de son père, sans union ni postérité.
- Simon de Valois, mort en 1082, comte de Bar-sur-Aube après son frère, ainsi que comte de Valois, de Vexin et d'Amiens après son père. Également seigneur de Laferté-sur-Aube, il y fait édifier un château. Il meurt en 1082 alors qu'il part en pèlerinage pour Rome où, malade, il trouve la mort. Il meurt sans union ni postérité et le comté de Bar-sur-Aube est alors transmis à sa sœur Alix de Valois.
- Adèle de Valois (ou Alix), morte entre 1093 et 1100, comtesse de Bar-sur-Aube après ses frères. Elle épouse avant 1061 Thibaud III de Blois, comte de Blois, de Chartres, de Tours, de Châteaudun, de Troyes et de Meaux, avec qui elle a trois enfants[7] :
  - Eudes III de Troyes, qui succède à son père comme comte de Troyes ;
  - Philippe de Troyes, évêque de Châlons de 1093 à 1100 ;
  - Hugues Ier de Champagne, comte de Troyes après son frère puis comte de Champagne, et enfin chevalier de l'Ordre du Temple.

En 1061 ou peu avant, le comté de Bar-sur-Aube est donc rattaché au comté de Troyes, puis le comté de Champagne par la suite, avec le mariage d'Alix de Valois avec Thibaud III de Blois. Bar-sur-Aube reste une ville importante pour les comtes de Champagne et est le siège d'une des principales foires de Champagne.
Puis en 1284, Bar-sur-Aube sera rattaché au royaume de France avec le comté de Champagne à la suite du mariage de Jeanne de Navarre avec le roi Philippe le Bel.

## Pour approfondir